# Коммелиниды
Коммелиниды — дочерняя группа (клада) неопределённого ранга, входящая в состав клады  Монокоты, которая включается в более крупную кладу Цветковые растения в системах классификации Покрытосеменных, разработанных «Группой филогении покрытосеменных» (Angiosperm Phylogeny Group, APG) — APG I (1998), APG II (2003), APG III (2009) и APG IV (2016).
В соответствии с определениями последней версии системы APG IV (2016) традиционные научные латинские названия таксономических рангов выше Порядка (лат. ordo), такие как Класс (лат. classis) и Отдел (лат. divisio), не употребляются, вместо них используются англоязычные эквиваленты без уточнения иерархического положения, которое заменяется общим термином клада.
Название клады Коммелиниды (англ. Commelinids) отражает историческое наследование основного состава этой группы от подкласса Коммелиновые (лат. Commelinidae), который выделялся в более ранних системах Тахтаджяна и Кронквиста.

## Состав клады в APG IV[2]
В группу «коммелиниды» в Системе классификации APG IV (2016) входят следующие таксоны (семейства, входящие в состав порядков, в списке не приведены):
клада Цветковые растения (англ. Angiosperms)
клада Монокоты (англ. Monocots)
Клада Коммелиниды (англ. Commelinids)
Порядок Имбирецветные (Zingiberales)
Порядок Коммелиноцветные (Commelinales)
Порядок Злакоцветные (Poales)
Порядок Пальмоцветные (Arecales)